# Liz Weekes
Elizabeth Jane "Liz" Weekes, född 22 september 1971 i Sydney, är en australisk vattenpolomålvakt. Hon ingick i Australiens damlandslag i vattenpolo vid olympiska sommarspelen 2000.
Weekes spelade sex matcher i den olympiska vattenpoloturneringen i Sydney som Australien vann, inklusive OS-finalen mot USA.
Weekes utsågs 1999 till "världens vackraste idrottskvinna" av den tyska tidskriften Sports Life.